# Turki Al-Ammar
Turki Al-Ammar (in arabo تركي العمار‎?; Riad, 23 settembre 1999) è un calciatore saudita, attaccante dell'Al-Qadisiya.

## Caratteristiche tecniche
È una seconda punta.

## Carriera

### Club
Nel 2017 ha esordito nella prima divisione saudita.

### Nazionale
Con la nazionale Under-20 saudita ha preso parte al campionato mondiale di calcio Under-20 2019; sempre nel 2019 ha poi anche esordito con la nazionale maggiore saudita.
Nel 2025 ha partecipato alla CONCACAF Gold Cup.

## Palmarès

### Club

#### Competizioni nazionali
- Prima Divisione (Arabia Saudita): 1

Al-Qadisiyya: 2023-2024

### Nazionale
- Coppa d'Asia Under-19: 1

2018